# Hyundai H-1
Hyundai H-1 — мікроавтобуси, які випускала компанія Hyundai Motor Company.

Мікроавтобуси Hyundai H-1 випускалися з 1997 по 2023 роки і прийшли на заміну мікроавтобусам Hyundai H100.

## Hyundai H-1 I (1997—2007)

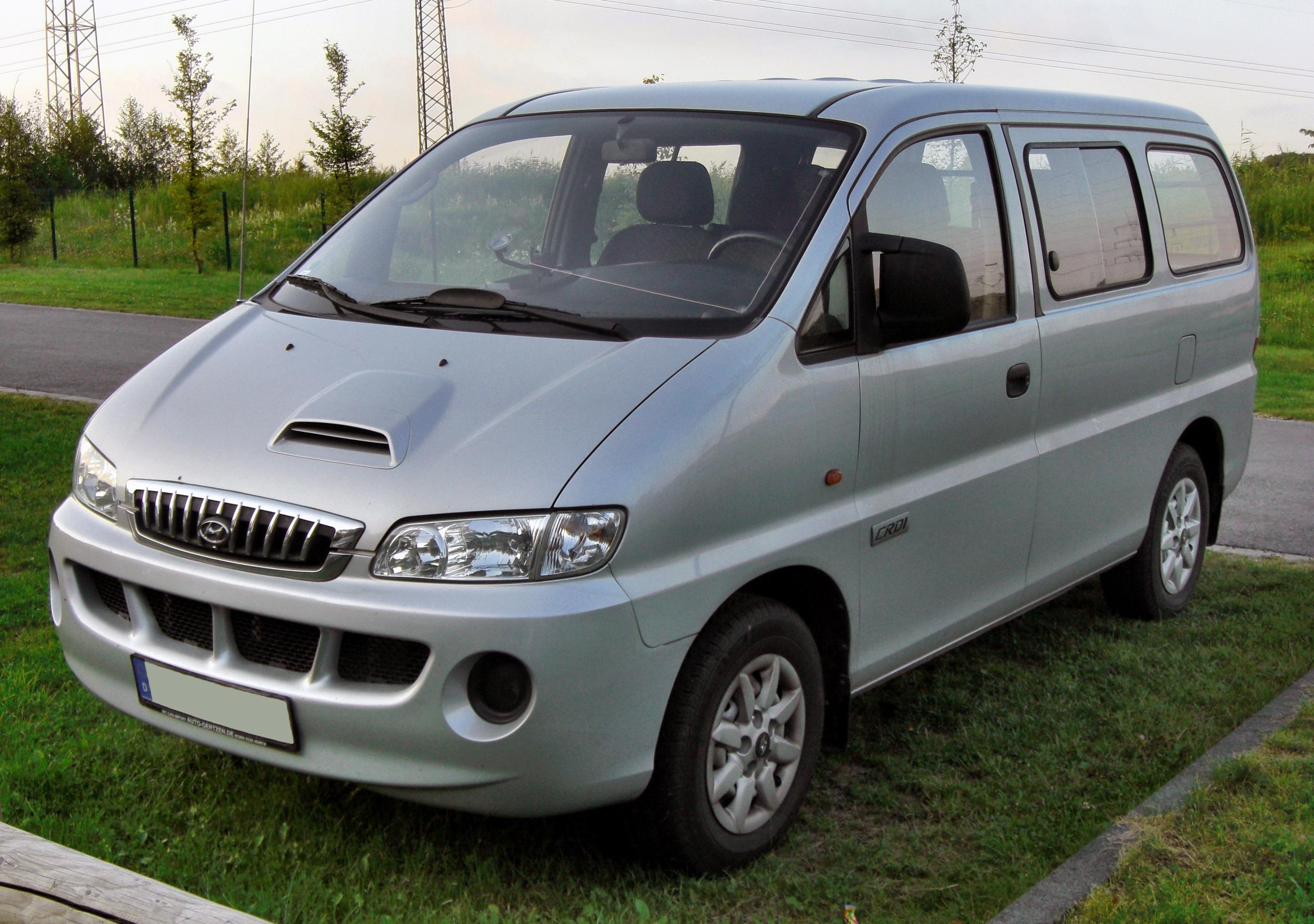
Hyundai H-1 мінівен (1997—2004)

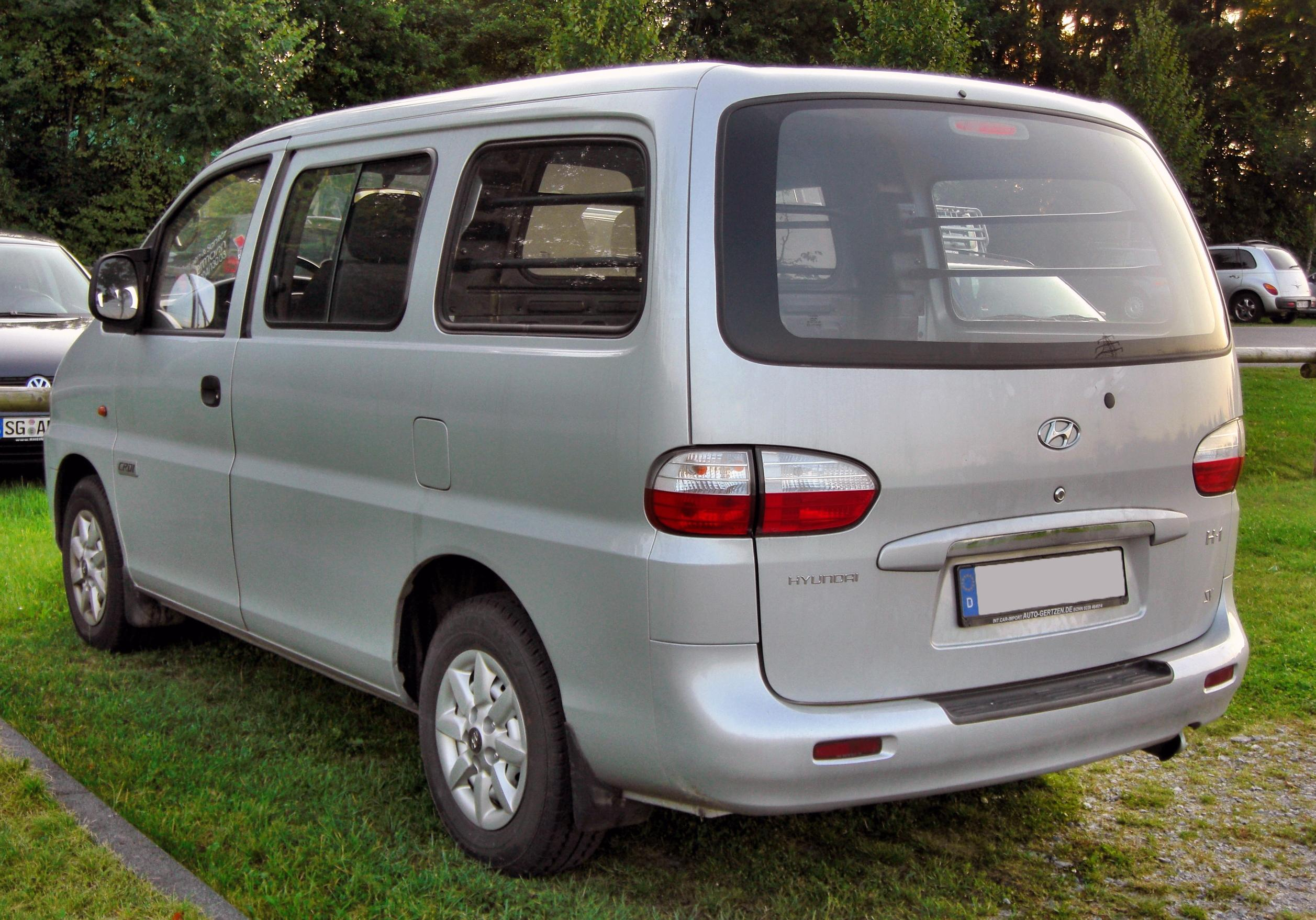
Hyundai H-1 мінівен (1997—2004)

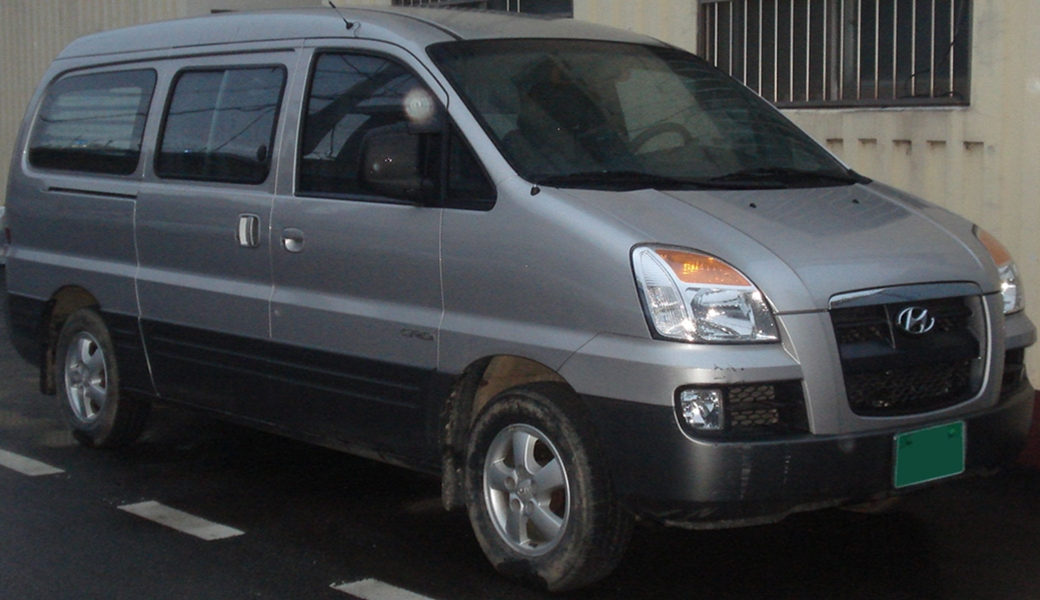
Hyundai H-1 мінівен (2004—2007)

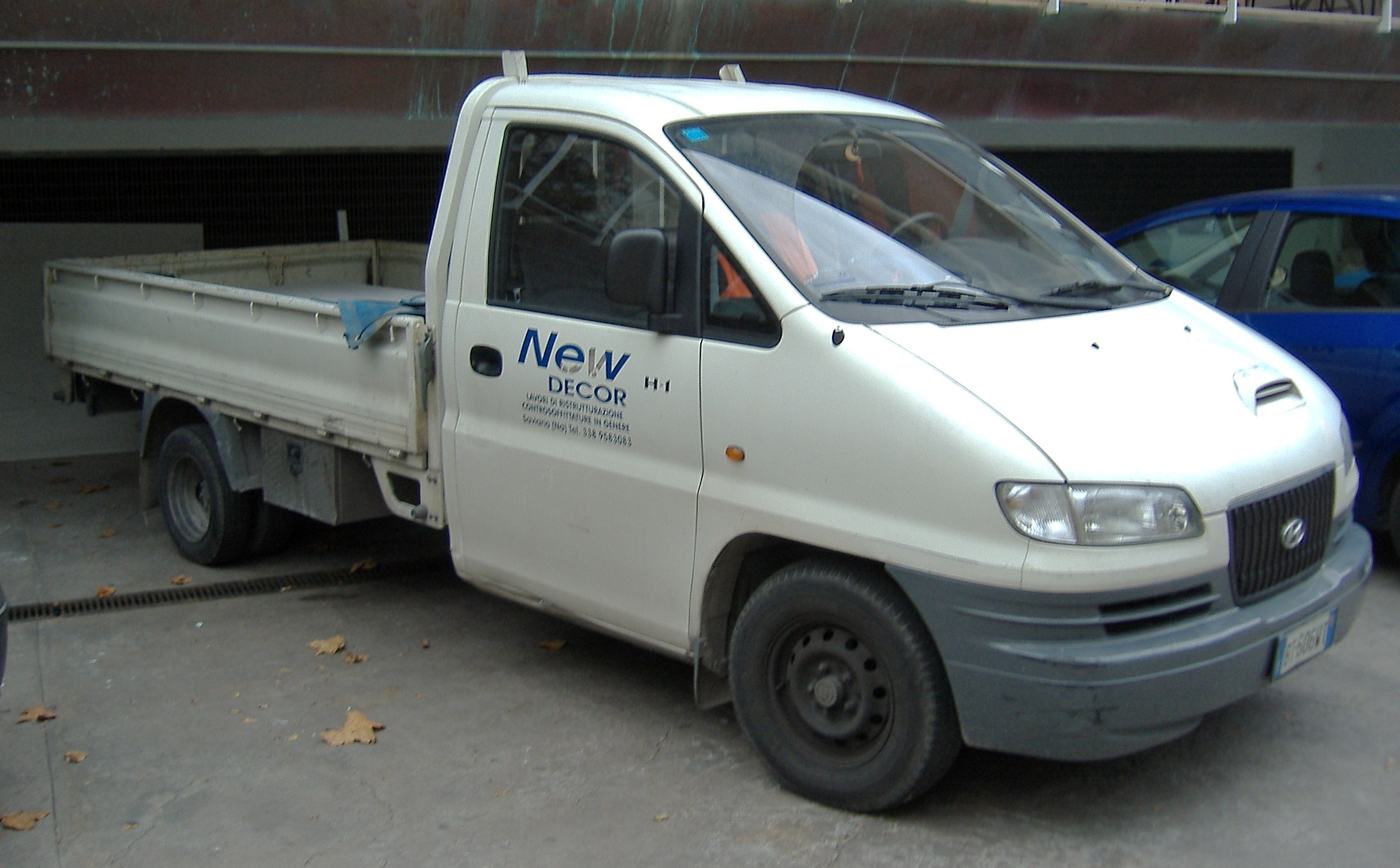
Hyundai H-1 Libero пікап (1997—2007)

Фургон Hyundai H-1 першого покоління розроблений на основі Mitsubishi Delica четвертого покоління і пропонувався з декількома розмірами колісної бази (2340—2890 мм) і місткістю кузова від 5,7 до 9,2 м3. У вантажопасажирських варіантах з бічними вікнами його місткість скорочена до 3,4 м3 за рахунок установки додаткових сидінь у кузові. Пікапи з 3-місною кабіною оснащені вантажною платформою довжиною до 2,86 м, а на шасі з колісними базами 3080 і 3290 мм монтують різні кузова місткістю до 10 м3 та спеціальне обладнання. На всі автомобілі встановлювали бензинові або дизельні двигуни робочим об'ємом 2,4-2,5 л, у тому числі найдосконаліший 140-сильний двигун 2.5CRDi. Автомобілі укомплектовані механічною або автоматичною коробкою передач, гідропідсилювачем рульового механізму, передньою незалежною підвіскою торсіонної. У кабінах змонтовані подушки безпеки, скла з електроприводом і обігрівом дзеркала заднього виду. Максимальна швидкість машин — 135—155 км / год.

### Двигуни
- 2.4 л Sirius I4
- 3.0 л DOHC V6 + газ
- 2.5 л D diesel I4
- 2.5 л TD I4
- 2.5 л CRDI VGT diesel I4

## Hyundai H-1 II (2008—2023)

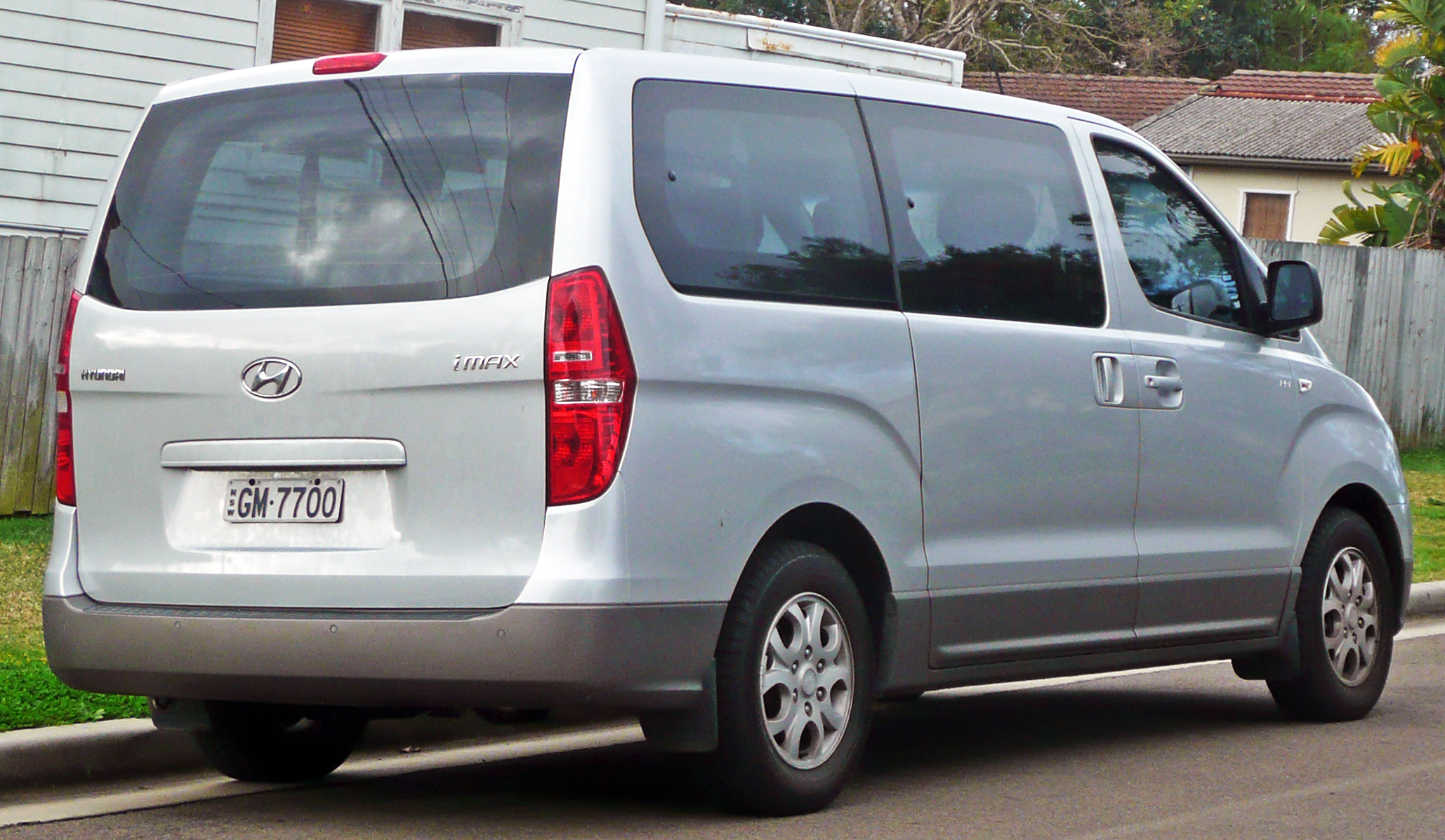
Hyundai H-1 мінівен (2008—2018)

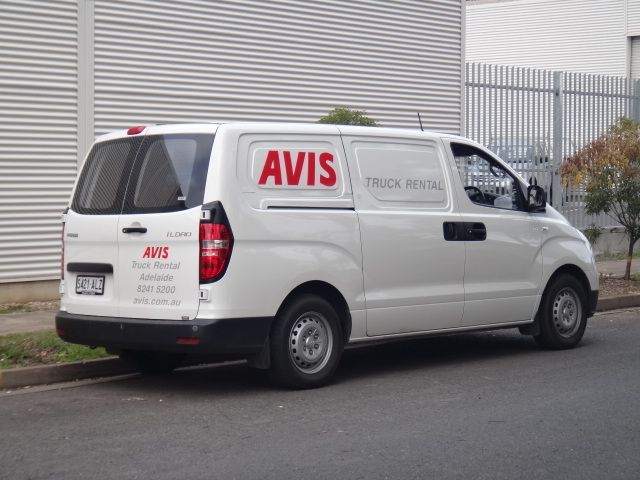
Hyundai H-1 фургон (2008—2018)

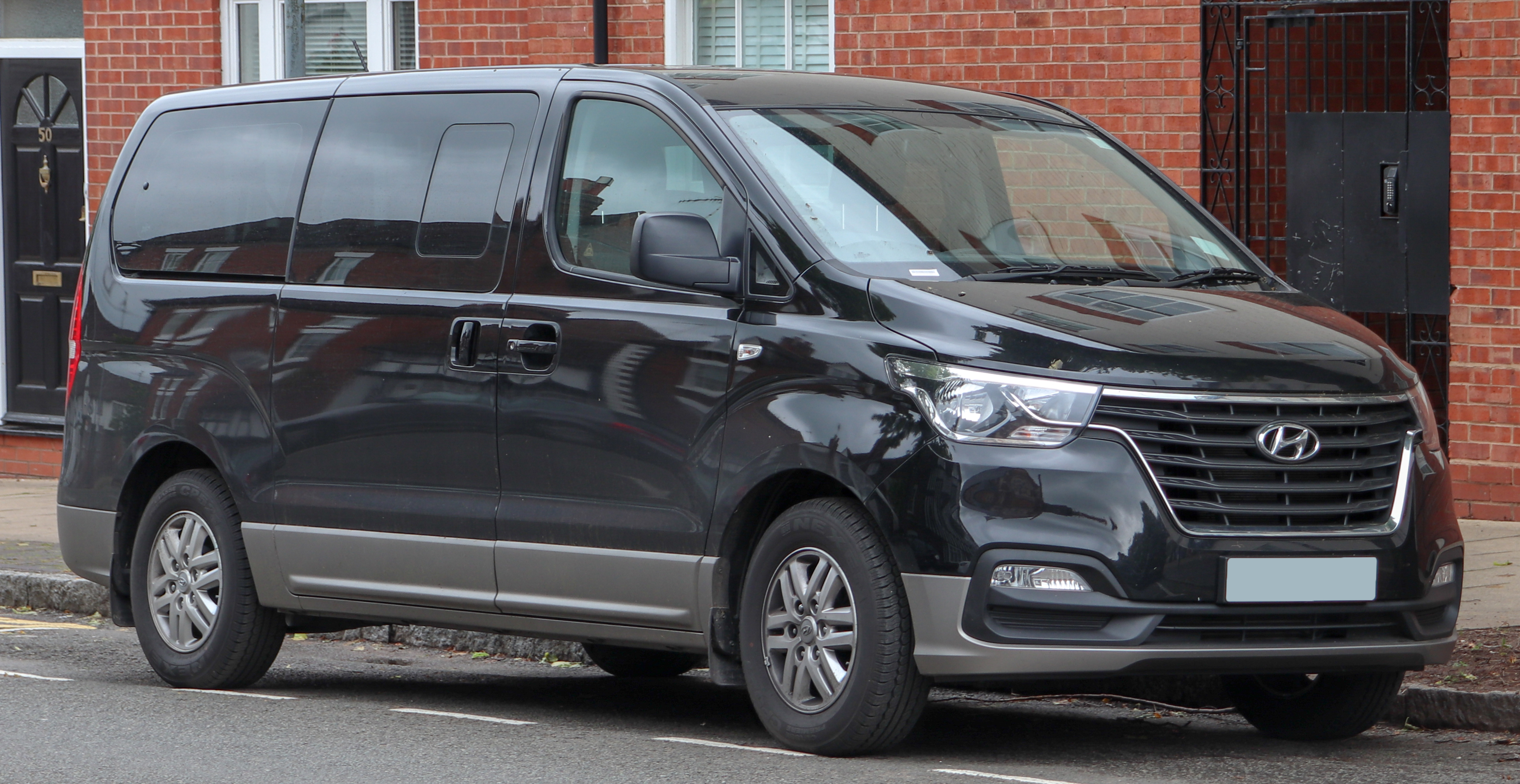
Hyundai H-1 мінівен (з 2018)

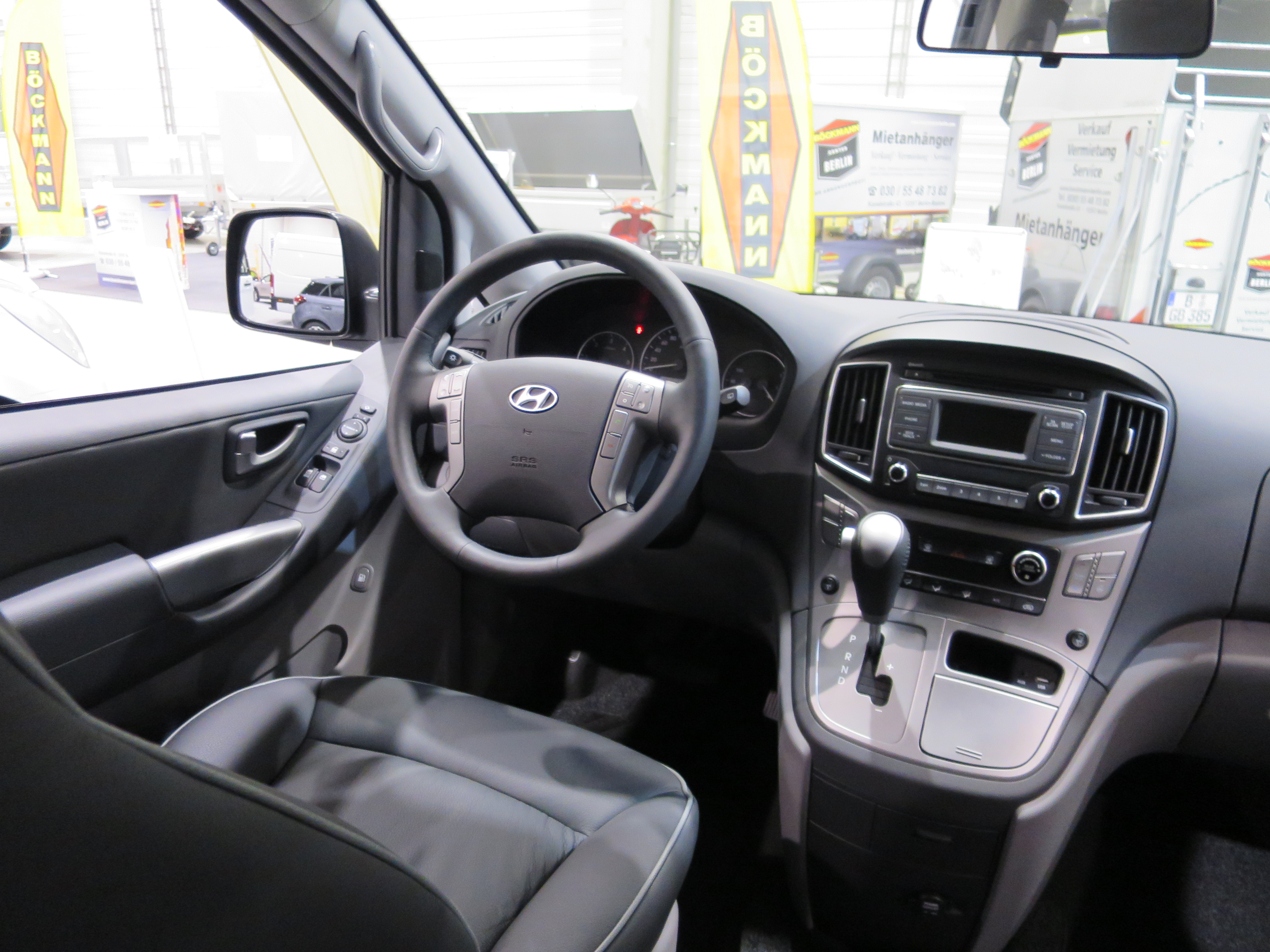

Світовий дебют Hyundai H-1 другого покоління відбувся в 2007 році на міжнародному автошоу в Сеулі. Оригінальний зовні Hyundai H-1 виконаний за класичною схемою — несучим елементом конструкції є кузов, двигун розташований подовжньо, крутний момент передається на задню вісь автомобіля.
На українському ринку сімейство мікроавтобусів представлено з 2,5-літровим турбодизелем потужністю 170 к.с. з 5-ст. механічною коробкою передач. Передня підвіска незалежна — Мак-Ферсон. Задня підвіска — Rigid Axle 5-lin.
До переліку базової комплектації Хендай Н-1 входять: кондиціонер з функцією контролю температури в задній частині салону, аудіосистема з лінійним роз'ємом і 4 динаміками, 16-дюймові литі диски, антиблокувальна гальмівна система, електронна система стабілізації, тканинна оббивка салону, подушки безпеки для водія і переднього пасажира, ремені безпеки з функцією попереднього натягу, самоблокувальний диференціал для кращого зчеплення на слизьких поверхнях, функція дистанційного керування замками, система сигналізації, іммобілайзер, електричні склопідйомники і бічні дзеркала, CD-плеєр. В комплектації високого рівня додатково включаються: електрохромне дзеркало заднього виду, оббивка салону зі штучної шкіри, кріплення ISOFIX для дитячих крісел, 6 динаміків аудіосистеми і світлодіодне інтер'єрне підсвічування.
В 2018 році модель модернізували, змінивши передні фари, решітку радіатора, капот, бампери та оснащення. Мікроавтобус отримав переглянуту в фірмовому стилі чорну решітку радіатора, горизонтальні фари замість вертикальних, більш вишуканої форми передній бампер з іншим оформленням протитуманних фар, а також піднятий вище капот — для захисту пішохода в разі зіткнення. Задні ліхтарі отримали більш сучасний малюнок, візуально розділений на дві секції.

### Двигуни
| Модель     | Циліндри   | Об'єм      | Потужність при об/хв              | Крутний момент             | Роки випуску |
| Бензиновий | Бензиновий | Бензиновий | Бензиновий                        | Бензиновий                 | Бензиновий   |
| ---------- | ---------- | ---------- | --------------------------------- | -------------------------- | ------------ |
| 2.4        | Р4         | 2359 см³   | 174 к.с. (127,8 кВт)/5500         | 227,5 Нм при 4250 об/хв    | з 2008       |
| Дизельні   |            |            |                                   |                            |              |
| 2.5 CRDi   | Р4         | 2497 см³   | 116 к.с. (102 кВт) при 3800 об/хв | 343 Нм при 1750—2250 об/хв | з 2008       |
| 2.5 CRDi   | Р4         | 2497 см³   | 170 к.с. (125 кВт) при 3800 об/хв | 392 Нм при 2000—2500 об/хв | з 2008       |

## Зноски
1. ↑  Hyundai Н100\Н200 [Архівовано 31 травня 2009 у Wayback Machine.] 10-07-2010
2. ↑  Hyundai H-1 [Архівовано 23 грудня 2011 у Wayback Machine.] 12.12.2011 (рос.)
3. ↑  Як ми тестували Hyundai H1 2015. automoto.ua. Архів оригіналу за 20 грудня 2016. Процитовано 12 грудня 2016.